# Baltic (Ohio)
Baltic es una villa ubicada en los condados de Tuscarawas y Holmes en el estado estadounidense de Ohio. En el Censo de 2010 tenía una población de 795 habitantes y una densidad poblacional de 382,26 personas por km².

## Geografía
Baltic se encuentra ubicada en las coordenadas 40°26′40″N 81°42′7″O / 40.44444, -81.70194. Según la Oficina del Censo de los Estados Unidos, Baltic tiene una superficie total de 2.08 km², de la cual 2.08 km² corresponden a tierra firme y (0%) 0 km² es agua.

## Demografía
Según el censo de 2010, había 795 personas residiendo en Baltic. La densidad de población era de 382,26 hab./km². De los 795 habitantes, Baltic estaba compuesto por el 98.49% blancos, el 0.63% eran afroamericanos, el 0% eran amerindios, el 0.13% eran asiáticos, el 0% eran isleños del Pacífico, el 0% eran de otras razas y el 0.75% pertenecían a dos o más razas. Del total de la población el 0.25% eran hispanos o latinos de cualquier raza.